# Hoogbergbos
Het Hoogbergbos (ook: Bergbos) is een bos dat zich bevindt op de oostelijke flank van de Heistse Berg in de Antwerpse plaats Heist-op-den-Berg.

## Geschiedenis
Oorspronkelijk was dit bos de warande van de schout, die in het voogdijhuis woonde. Deze vertegenwoordigden de heren van Heist, vanaf 1726 betrof dit de hertogen uit het geslacht d'Ursel. Tot 1886 bleven zij eigenaar. Toen werd het verkocht en het was de bewoner van het voogdijhuis, notaris Caluwaert, die het -bij gebrek aan verdere belangstelling- aankocht.
In 1938 werd een restaurant gebouwd dat als Café-Music Hall-Restaurant Bergola bekend stond. Dit kenmerkte zich door een ijzeren toeristentoren. Los daarvan had het restaurant ook een dakterras en men had een groots uitzicht. Tijdens de eerste Wereldoorlog waren namelijk de bomen gerooid. Ook de fraaie dreven die door het gebied liepen vielen toen ten offer. Wat er weer groeide werd tijdens de Tweede Wereldoorlog opnieuw kaal geslagen.
Toen in 1966 de uitzichtgalerij van de water- en uitkijktoren in gebruik werd genomen verdween de noodzaak van de toeristentoren. Deze was na 1958 toch al wegens bouwvalligheid gesloten. De toren werd gesloopt en op de fundamenten ervan verrees een antenne voor Radio Christina, een regionaal radiostation. Het café-restaurant ging uiteindelijk verder als Bar Bistro "Maginique".